# Molacillos
Molacillos – gmina w Hiszpanii, w prowincji Zamora, w Kastylii i León, o powierzchni 23,68 km². W 2011 roku gmina liczyła 278 mieszkańców.